# Willy Loretan
Willy Loretan, né le 15 juin 1934 à Bâle (originaire de Loèche-les-Bains et de Zofingue), est une personnalité politique suisse, membre du parti radical. Il représente le canton d'Argovie au Conseil national et au Conseil des États. 

## Biographie
Willy Loretan grandit à Naters puis Zofingue ; son père est l'administrateur postal de la ville. Il effectue sa scolarité obligatoire à l'ancienne école cantonale d'Aarau, puis il étudie le droit aux universités de Lausanne et Zurich entre 1950 et 1954. Lors de ses études, il rejoint la société suisse de Zofingue.
Il obtient ensuite le titre de docteur en droit en 1961, et passe le barreau du canton d'Argovie en 1964. Dans l'intervalle, il exerce comme greffier à Zofingue, puis travaille comme au département cantonal des travaux publics après son brevet et jusqu'en 1966. Il préside ensuite le tribunal de district de Zofingue pendant sept ans, jusqu'en 1973. Il est ensuite avocat, et ouvre sa propre étude en 1992. 
Il épouse Annemarie Wirz en 1961. À l'armée, il a le grade de colonel. Valaisan d'origine (il ne parle pendant son enfance que le dialecte haut-valaisan), il déclare à propos de ses doubles origines « J'ai 16 étoiles dans ma poitrine : 13 du Valais et 3 de l'Argovie, sans pondération ». 

## Parcours politique
Willy Loretan commence son parcours politique au niveau communal. En 1966, il est élu au parlement communal de Zofingue, qu'il préside de 1972 à 1973. Il quitte ensuite le législatif pour rejoindre l'exécutif, et est élu président de la commune (Stadtammann) en 1974, place qu'il garde jusqu'en 1992. 
En parallèle, il est élu député au Grand Conseil argovien en 1969. Il y reste jusqu'en 1981, et préside notamment le groupe parlementaire radical. 
Candidat aux élections fédérales de 1979, il est élu conseiller national. Il siège pendant trois législatures, puis est choisi pour le Conseil des États en 1991, où il siège jusqu'en 1999, date de sa retraite politique. 
Loretan exerce au long de sa carrière politique plusieurs mandats associatifs : il préside ainsi la Fondation suisse pour la protection et l'aménagement du paysage de 1982 à 1992, et est nommé président central de l'Union suisse pour la protection civile de 1996 à 2001.